# Claude Pajon

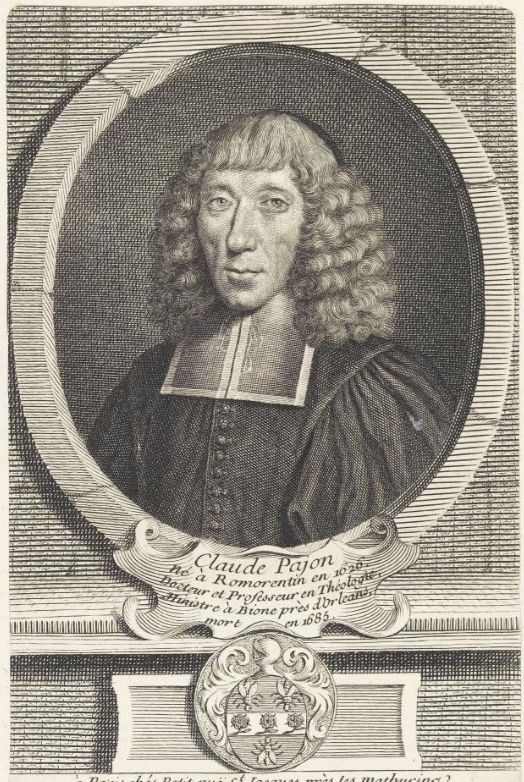
Claude Pajon.

Claude Pajon, född den 17 februari 1626 i Romorantin, Loir-et-Cher, död den 27 september 1685 i Carré, var en fransk reformert teolog.
Pajon studerade vid universitetet i Saumur under Amyraut, blev professor där 1666, men uppgav redan 1668 på grund av de mot hans lärosätt riktade angreppen denna befattning och blev predikant i Orléans. Pajons åskådning är i det väsentliga blott en vidare utveckling av Amyrauts idéer. Lika litet som hos denne fanns hos Pajon någon avsikt att träda i motsats till den ortodoxa kalvinismen. Han bekände sig uttryckligen till Dordrechtsynodens beslut, och hans egentliga intresse gick blott ut på att mildra de för samtiden anstötliga hårdheterna i den kalvinska predestinationsläran genom att dels hävda universaliteten i själva nådestillbudet, dels kraftigare betona den etiska karaktären av nådens verkningssätt, såsom förmedlat å ena sidan genom den gudomliga försynens skickelser, å andra sidan genom det till intelligensen vädjande ordet. Anklagelsen för pelagiansk-arminiansk heresi var därför, vad honom själv beträffar, i huvudsak oberättigad, om än i hans uppfattning av synden och gudsgemenskapen ett rationalistiskt och deistiskt drag skymtar fram. Anhängarna av hans lära, den så kallade pajonismen, gick emellertid vida längre än mästaren. Många av dem anslöt sig senare till arminianismen, andra hamnade slutligen i katolicismen.